# 中内正
中内 正（なかうち ただし、1959年8月4日 - ）は、日本の実業家、プロ野球球団経営者。
福岡ダイエーホークスオーナー代行、オーナー、読売ジャイアンツのオーナー顧問を歴任した。財団法人中内育英会第2代理事長。
ダイエー創業者・中内㓛の次男で、実兄はダイエー元副社長の中内潤。妻は常陸宮妃華子の姪。
芦屋高校、青山学院大学経済学部卒業。南カリフォルニア大学経営大学院修士課程修了（MBA）。

## 人物
高校時代の同級生に、後のホークス投手コーチとなる矢野実がいる。
ホークスオーナー代行時代の1992年8月、上田利治に監督要請し組閣の準備に入っていたが、父である㓛が同時期に西武ライオンズ管理部長・根本陸夫の招聘に動き、「球団作りは専門家に任せなさい。お前はその専門家を使う人間にならなきゃいけない」と、当時監督の田淵幸一を解任し、後任に根本が監督に就任した。
2003年11月3日、読売ジャイアンツへ小久保裕紀を無償トレードした際、記者会見の席で涙した事が話題になった。
ダイエーの経営危機によるソフトバンクへの球団売却後も、引き続きホークスの株式2%を保持したまま球団に籍を残し名誉顧問に就任したが、2006年1月26日に保有していた株式を球団に譲渡し、同日付でソフトバンクホークス非常勤名誉顧問から退任した。
2006年2月1日付で読売ジャイアンツオーナー顧問に就任し、2009年1月まで務めた。
2005年11月、父の後を継いで財団法人中内育英会の第2代理事長に就任し、2011年3月まで務めた。